# VIS 100
A VIS 100 (anteriormente chamada de PR-15 Ragun) é uma pistola semiautomática desenvolvida e fabricada pela FB "Łucznik" Radom para as forças armadas e policiais.

## Nome
O antigo nome PR-15 deriva da sigla de pistolet, que significa pistola em polonês, e Radom, que é o nome da empresa.
O número 15 representa o ano inicial previsto para o lançamento da pistola. Ragun é uma aglutinação de Radom e gun.
O nome atual, VIS 100, refere-se à pistola polonesa Vis wz. 35, da Segunda Guerra Mundial, e ao centenário da reconquista da independência da Polônia.

## Desenvolvimento
A PR-15 Ragun foi inicialmente concebida como substituta da P-64, da P-83 Wanad e da WIST-94 nas Forças Armadas da Polônia.
Inicialmente, havia planos para modernizar a MAG-98 com a ajuda da Works 11, mas a ideia logo foi abandonada. O desenvolvimento começou em 2009.
O projeto deveria estar de acordo com os requisitos das Forças Armadas Polonesas, descritos em um documento técnico-tático publicado em 2014.
O projetista-chefe do projeto foi Piotr Dygas, apoiado por uma equipe de engenharia que incluía Paweł Madej e Marian Gryszkiewicz, ambos envolvidos no desenvolvimento da pistola MAG-95/98.
Foram fabricados doze protótipos de pré-produção para diversos testes, incluindo testes de certificação militar.
Estes também foram apresentados a jornalistas em 2014, o que posteriormente gerou alguma confusão sobre a origem do projeto desta arma.
Os testes preliminares e de qualificação começaram em 2016. O desenvolvimento da pistola terminou em 2017 e ela passou nos testes de qualificação militar no final do ano.

## Detalhes do projeto
A VIS 100 é uma pistola semiautomática com câmara para o calibre 9×19mm Parabellum, utilizando o método de operação de recuo curto. A arma possui um gatilho de ação dupla/ação simples com uma força de tração de 25 N em ação simples e 50 N em ação dupla, e 14 mm de curso.
Apesar das semelhanças externas com a MAG-98, a PR-15 foi projetada do zero porque a FB Radom não possuía a documentação técnica da pistola, que pertencia a outra empresa, que foi comprada pela Works 11.
No entanto, os protótipos iniciais apresentavam alguns componentes da MAG-98. Na realidade, os projetos são amplamente incompatíveis, incluindo seus carregadores.
Ela possui uma estrutura de liga de alumínio com um trilho compatível MIL-STD-1913, que permite a fixação de luzes táticas ou equipamentos de mira a laser. A estrutura possui inserções de aço para acomodar o ferrolho de aço. As peças metálicas são revestidas com revestimento metálico Tenifer para resistência à abrasão e corrosão.
As capas da empunhadura da armação são de plástico. Ela foi desenvolvida para ser totalmente ambidestra, com o retém do carregador, o batente do ferrolho e a alavanca do desarmador posicionados em ambos os lados da arma. Alguns componentes são fabricados com moldagem por injeção de metal.
Ela utiliza um carregador bifilar de 15 cartuchos, pesando cerca de 90 gramas.
As versões civis (denominadas VIS 100 M1) da arma têm a opção de instalar um adaptador de trilho no ferrolho para acoplar miras de ponto vermelho.

## Adoção
Em dezembro de 2018, um contrato foi assinado para a entrega da PR-15 ao exército polonês, e o nome da arma foi alterado para VIS 100. Em 2019, o contrato foi estendido para um total de 19.900 pistolas.

## Operadores
- Polónia